# LG V10
LG V10 là mẫu điện thoại thông minh cao cấp chạy hệ điều hành Android, và cùng là mẫu máy đầu tiên của dòng LG V series, được sản xuất bởi LG Electronics. Máy được ra mắt vào tháng 9 năm 2015 và phát hành chính thức vào tháng 10 năm 2015, LG V10 có nhiều tính  năng và thiết kế tương đồng với mẫu LG G4 ra mắt trước đó.
Tính năng chính nổi bật của LG V10 là máy có một màn hình hiển thị thứ hai có thể tùy biến được nằm ở trên màn hình chính, cho phép hiển thị các thông báo và điều khiển nhạc mà không cần phải mở màn hình chính.

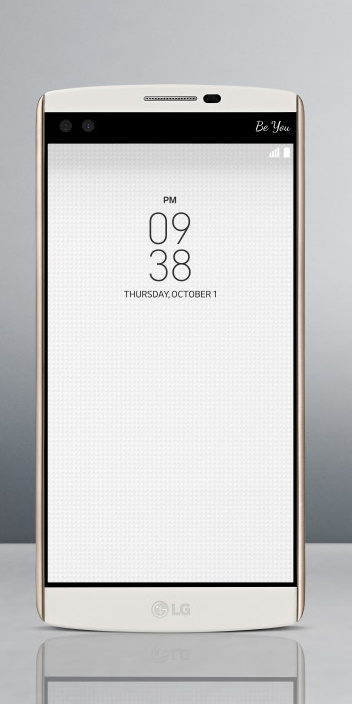
LG V10

## Phần cứng và phần mềm[8]
LG V10 nặng 192g, dày 8.6mm. Chạy Android 5.1.1, hỗ trợ update tối đa lên Android 7.0
Bộ nhớ tùy chọn 32GB/64GB.
Màn hình 5.7", độ phân giải 2K 1440x2560 pixels.
Camera chính 16MP, 2160p.
RAM 4GB RAM, CPU Qualcomm Snapdragon 808.
Pin 3000mAh Li-Ion

## Tiếp nhận - Lỗi đột tử
Giống với LG G4, LG V10 là một trong những mẫu máy bị dính lỗi đột tử, khiến LG mất dần niềm tin của người tiên dùng và nhanh chóng bị mất thị phần về tay các hãng khác.
Ngoài ra, một nhóm người dùng đã nộp đơn kiện lên tòa án tòa án California (Mỹ) yêu cầu LG bồi thường thiệt hại do lỗi khởi động liên tục và treo logo (bootloop) trên G4 và V10 khiến họ không thể sử dụng.
Theo đơn kiện, "LG đã không thu hồi và đưa ra biện pháp khắc phục thích hợp cho những ai đã mua G4, bởi nhiều trường hợp kể cả thay mới thiết bị này vẫn dính lỗi". Những người này cũng cho rằng trên V10, hãng "mang toàn bộ phần cứng G4 lên và chỉ nâng cấp một số chi tiết nhỏ", do đó thiết bị cũng gặp lỗi bootloop nhưng bị phớt lờ để bán hàng.

## Dòng LG V
Dòng LG V với mẫu V10, là dòng điện thoại cao cấp chủ lực thứ 2 của LG, đánh vào thị trường châu Âu và châu Mỹ. LG V chia sẻ thiết kế và có cấu hình tương tự LG G của năm đó.
Mẫu LG V đầu tiên mang hậu tố ThinQ (hệ sinh thái thông minh của LG) là LG V30S ThinQ ra mắt tháng 3 năm 2018.
Mẫu mới nhất là LG V60 ThinQ 5G với cấu hình mạnh mẽ nhất, ra mắt tháng 3 năm 2020. Trong tương lai gần, LG dự kiến cũng sẽ khai tử dòng điện thoại cao cấp này.